# Gummo (canción)
«Gummo» es una canción grabada por el rapero estadounidense 6ix9ine, lanzada a las tiendas digitales el 24 de septiembre de 2017. Fue lanzada como el sencillo principal del mixtape debut de 6ix9ine, Day69 (2018). El sencillo alcanzó el puesto número 12 en el Billboard Hot 100 de Estados Unidos. Gummo fue certificado Oro por la RIAA el 11 de enero de 2018, y luego Platino el 5 de marzo con la canción alcanzando las dos millones de copias vendidas.
El remix oficial presenta una aparición especial de Offset y también se incluye en el mixtape Day69. Un remix de Lil Wayne con Gudda Gudda aparece en el mixtape Dedication 6: Reloaded presentado por DJ Drama.

## Controversia
El instrumental de la canción fue producido por Pi'erre Bourne y originalmente destinado al rapero Trippie Redd. Pero en su lugar, Redd le dio el ritmo a 6ix9ine y lo convirtió en una tiradera dirigida al propio Redd y SosMula.

## Desempeño comercial
"Gummo" debutó en el número 58 en el Billboard Hot 100 durante la semana del 2 de diciembre de 2017. Alcanzó el número 12 la semana del 30 de diciembre, permaneciendo en la lista durante veinte semanas. En Canadá, la canción debutó en el número 72 en el Canadian Hot 100 la misma semana que apareció por primera vez en el Billboard Hot 100. Alcanzó su punto máximo en el número 32 la semana del 10 de marzo, permaneciendo en la lista durante veinte semanas.

## Vídeo musical
El video musical se lanzó en YouTube junto con los lanzamientos digitales. El audio oficial de la canción se publicó en SoundCloud más tarde. El video musical, que presenta a 6ix9ine en Bed-Stuy, Brooklyn, Nueva York, también presenta a varios miembros de la pandilla callejera Bloods. Desde octubre de 2020, tiene más de 400 millones de visitas.

## Remezcla
El remix oficial presenta a Offset. El remix también es una pista incluida en el mixtape Day69.
Omelly, Rick Ross y Rico Recklezz han hecho sus propios remixes de la canción.

## Posicionamiento en listas

### Semanales
| Lista (2017-2018)                      | Mejor posición |
| -------------------------------------- | -------------- |
| Canadá (Canadian Hot 100)              | 32             |
| Eslovaquia (Singles Digitál Top 100)   | 72             |
| Estados Unidos (Billboard Hot 100)     | 12             |
| Estados Unidos (Hot R&B/Hip-Hop Songs) | 5              |
| Estados Unidos (Hot Rap Songs)         | 5              |

### Listas de fin de año
| Lista (2018)                           | Mejor posición |
| -------------------------------------- | -------------- |
| Canadá (Billboard Hot 100)             | 98             |
| Estados Unidos (Billboard Hot 100)     | 56             |
| Estados Unidos (Hot R&B/Hip-Hop Songs) | 30             |

## Certificaciones
| País           | Organismo certificador | Certificación | Ventas certificadas | Ref.   |
| -------------- | ---------------------- | ------------- | ------------------- | ------ |
| Canadá         | Music Canada           | Platino       | 80 000              | [ 21 ] |
| Estados Unidos | RIAA                   | 2× Platino    | 2 000 000           | [ 22 ] |
| Reino Unido    | BPI                    | Plata         | 200 000             | [ 23 ] |
| Francia        | SNEP                   | Oro           | 100 000             | [ 24 ] |
| México         | AMPROFON               | Oro           | 30 000              | [ 25 ] |